# Belly (fiume)
Il Belly è un fiume del Canada che nasce nel Montana e che poi per la maggior parte del percorso scorre nell'Alberta. Lungo circa 204 chilometri, sfocia nel fiume Oldman.